# احمد الرواحی
احمد الرواحی (عربی: احمد فرج عبدالله الرواحي؛ زادهٔ ۵ مهٔ ۱۹۹۴) بازیکن فوتبال اهل عمان است.
از باشگاه‌هایی که در آن بازی کرده‌است می‌توان به باشگاه ورزشی النصر اشاره کرد.
وی همچنین در تیم ملی فوتبال عمان بازی کرده‌است.